# Zasele Peak
Der Zasele Peak (englisch; bulgarisch връх Заселе wrach Sasele) ist ein 1250 m hoher und vereister Berg an der Nordenskjöld-Küste des Grahamlands auf der Antarktischen Halbinsel. In den südöstlichen Ausläufern des Detroit-Plateaus ragt er 4,82 km westnordwestlich des Laki Peak, 6 km nördlich des Weasel Hill, 4,1 km nordöstlich des Bolgar Buttress und 27,3 km südsüdöstlich des Volov Peak auf. Seine Westhänge sind markant und teilweise unvereist.
Die bulgarische Kommission für Antarktische Geographische Namen benannte ihn 2011 nach der Ortschaft Sasele im Westen Bulgariens.